# 凯利引理
在概率论中，凯利引理是指，对于平稳连续时间马尔可夫链，由时间反演所定义的过程与正向时间的过程具有相同的平稳分布。 该定理以弗兰克·凯利的名字命名。    

## 定理陈述
在状态空间{\displaystyle S}和转移矩阵{\displaystyle Q=(q_{ij})}的连续时间马尔可夫链，如果存在一组数{\displaystyle q_{ij}'}以及和为1的{\displaystyle \pi _{i}}满足
{\displaystyle {\begin{aligned}\sum _{j\neq i}\pi _{i}q'_{ij}&=\sum _{j\neq i}q_{ij}\quad \forall i\in S\\\pi _{i}q_{ij}&=\pi _{j}q_{ji}'\quad \forall i,j\in S\end{aligned}}}
那么{\displaystyle q_{ij}'}是反演过程的转移概率，{\displaystyle \pi _{i}}是这两个过程的平稳分布。